# DIVE (TWICE歌曲)
〈DIVE〉是韓國女子團體TWICE的歌曲，於2024年7月10日由JYP娛樂以及日本華納音樂發行，為第五張日語正規專輯《DIVE》的主打曲。

## 背景
2024年4月30日，官方宣布TWICE將於7月17日以日語正規五輯《DIVE》回歸。
6月26日，官方釋出音源試聽。
7月4日至8日，陸續釋出成員個人MV預告片。
7月8日及9日，釋出主打曲〈DIVE〉MV預告片。
7月10日上午0時，公開音樂錄影帶及數位音源。

## 發行歷史
| 發行地區 | 發行日期      | 發行形式      | 廠牌                 |
| -------- | ------------- | ------------- | -------------------- |
| 日本     | 2024年7月10日 | 數位下載 串流 | JYP娛樂 日本華納音樂 |
| 全球     | 2024年7月10日 | 數位下載 串流 | JYP娛樂 日本華納音樂 |